# Marpissa nivoyi
Marpissa nivoyi är en spindelart som först beskrevs av Lucas 1846.  Marpissa nivoyi ingår i släktet Marpissa och familjen hoppspindlar. Inga underarter finns listade i Catalogue of Life.